# Esprit Baussenq
Esprit Baussenq, né à Bédarrides, et mort le 13 novembre 1597, est un avocat et procureur général du parlement de la principauté d’Orange puis pasteur protestant réformé de Courthézon. 

## Biographie
Né dans une famille aisée du Comtat-Venaissin, Esprit Baussenq est le fils de Jérôme Baussenq, notaire à Bédarrides, et de Claire Des Plaines.
Destiné à une carrière en droit à Orange, il l'abandonne pour se consacrer au ministère pastoral. Il sera pasteur jusqu'à son décès en 1597.
Esprit Baussenq devient pasteur de Courthézon en 1576en tant que successeur de Jean Cuers. Il ouvre alors les registres de baptêmes, mariages et sépultures réformés de la ville. N'ayant pu se former à Genève auprès de Calvin, contrairement à son ami Sébastien Julien, celui-ci lui aurait retransmit l'enseignement reçu. Enfin, sa culture classique de juriste et sa profonde foi lui ont servi d’appuis solides dans ses débuts pastoraux. 
Il se marie à Orange avec Honorade de Virieu, fille de Jean de Virieu, seigneur de Saint-Raphaël et notaire d'Orange, duquel il aura quatre filles et un fils. Suzanne, mariée à Jacques Perier, Elisabeth, Jeanne et Lydie. Son fils Eliézer fera des études de droit et deviendra avocat.